# Phúc Âm Mátthêu
Phúc âm Mátthêu là một trong bốn sách Phúc âm trong Tân Ước viết về cuộc đời, sự chết và Sự phục sinh của Giêsu. Ba Phúc âm còn lại là Phúc âm Mark (Phúc âm Máccô hay Phúc âm Mác), Phúc âm Luke (Phúc âm Luca) và Phúc âm John (Phúc âm Gioan hay Phúc âm Giăng). Trong tiếng Việt sách này được gọi là Tin mừng theo Thánh Mátthêu (Công giáo) hoặc Tin lành theo Thánh Ma-thi-ơ (Tin lành). Vì là sách đầu tiên trong bốn sách Tin Mừng nên sách này còn được gọi là Phúc Âm thứ Nhất.
Theo truyền thống Kitô giáo, quyển Phúc âm Thứ nhất này được viết bởi Mátthêu, thuộc dòng dõi quý tộc, đồng thời là một người thu thuế.
Hầu hết các học giả tin rằng phúc âm này được viết trong khoảng từ 80 đến 90 sau Công nguyên, với một phạm vi khả năng trong khoảng từ 70 đến 110 sau Công nguyên (cũng có một quan điểm thiểu số cho là có thể trước năm 70). Tác giả ẩn danh có lẽ là một người nam Do Thái, đứng giữa các giá trị Do Thái truyền thống và phi truyền thống, và quen thuộc với các khía cạnh pháp lý kỹ thuật của kinh sách đang được tranh luận trong thời đại của ông. Viết bằng thứ ngôn ngữ "giáo đường Hy Lạp" học giả và bóng bẩy, ông đã rút ra ba nguồn chính: Phúc Âm Máccô, bộ sưu tập các câu nói giả thuyết được gọi là nguồn Q và tài liệu duy nhất cho cộng đồng của ông, được gọi là nguồn M hoặc "Mátthêu đặc biệt".

## Tác giả
Mặc dù Phúc âm Matthew không ghi rõ tác giả là ai nhưng ngay từ những thế kỷ đầu Công nguyên, truyền thống Kitô giáo coi Mátthêu - người thu thuế được Chúa Giê-su kêu gọi làm sứ đồ - là tác giả của sách này. Trong Tân Ước có bốn danh sách Mười hai Sứ đồ (Mt 10:3; Mc 3:18; Lc 6:15; Cv 1:13), cả bốn đều có tên Mátthêu. Phúc âm Mátthêu (9:9) ghi lại: Mátthêu là "người thu thuế", được Chúa Giê-su gọi đi theo, khi ông "đang ngồi ở trạm thu thuế". Tuy nhiên, Luca và Máccô cũng kể một chuyện tương tự, nhưng chép tên người thu thuế đó là Lê-vi. Rất có thể tên khai sinh là Lê-vi theo tiếng Hebrew và Matthew (Ματθαιος Matthaios) là tên tiếng Hi Lạp dịch từ tên מתי (Mattay, Maty) trong tiếng Aramaic mà Giêsu đã đặt cho tông đồ này. Trong nguyên văn tiếng Hebrew, tên Mátthêu có nghĩa là "món quà của Chúa".
Những chứng tích còn lại của các nhà lãnh đạo Giáo hội sơ khai đồng ý với quan điểm Mátthêu là tác giả của Phúc Âm đầu tiên. Truyền thống đó được Kitô hữu chấp nhận từ thế kỷ thứ hai cho đến nay. Ngoài ra, những kinh văn cổ nhất, xuất bản vào thế kỷ thứ tư có ghi tựa đề "Theo Phúc âm Matthew".
Song đến đầu thế kỷ 18, nhiều học giả đã đặt vấn đề với quan điểm truyền thống. Đến nay, đa số đều nhìn nhận rằng Mátthêu không phải là tác giả của Phúc âm mang tên ông. Phúc âm Mátthêu chủ yếu viết cho các Kitô hữu người Do Thái nói tiếng Hy Lạp và người ngoại quốc, là những người tuân giữ một ít kinh Torah của Do Thái giáo.
Đến năm 1911, Ủy ban Kinh Thánh của Giáo hoàng xác nhận: Phúc âm Mátthêu là Phúc âm đầu tiên được ghi lại, tác giả là nhà Truyền giảng Mátthêu, và được viết bằng tiếng Aramaic.
Mối liên hệ giữa Phúc âm Mátthêu và Phúc âm Máccô và Phúc âm Luca vẫn là một đề tài mở rộng. Cả ba sách này gộp lại được gọi là Phúc âm Nhất lãm, ba sách có những câu và chữ trùng nhau. Trong số 1.071 câu, Phúc âm Mátthêu có 387 câu giống với cả Máccô và Luca, 130 câu giống với Máccô, 184 câu giống với Luca và 370 câu của riêng sách này.
Mặc dầu tác giả Phúc âm Mátthêu viết từ quan điểm riêng, theo một kế hoạch và mục tiêu của mình, phần lớn các học giả tin rằng tác giả đã vay mượn rất nhiều từ Phúc âm Máccô, và các tài liệu khác nữa. Có ba quan điểm khác nhau về ý kiến này. Quan điểm phổ thông nhất được nhiều học giả hiện nay công nhận là giả thuyết hai nguồn tài liệu, cho rằng Phúc âm Mátthêu vay mượn từ Phúc âm Máccô và một tài liệu khác mà các học giả gọi là tài liệu Q (viết tắt của Quelle trong tiếng Đức và có nghĩa là "tài liệu"). Quan điểm thứ hai tương tự với ý kiến trên gọi là giả thuyết Farrer, cho rằng Phúc âm Mátthêu vay mượn từ Phúc âm Máccô, và Phúc âm Luca được viết sau cùng, trích cả hai Phúc âm trên. Quan điểm thứ ba là quan điểm truyền thống của Kitô hữu cho rằng Phúc âm Mátthêu được viết đầu tiên và Phúc âm Máccô mượn từ Phúc âm Mátthêu. Quan điểm này do nhà thần học Augustine thành Hippo và Johann Jakob Griesbach đề xướng. Rất ít học giả ngày nay chấp nhận theo quan điểm này.
Trong tác phẩm The Four Gospels: A Study of Origins (1924), Burnett Hillman Streeter tranh luận rằng có một nguồn tài liệu thứ ba, được gọi là M, dầu chỉ là giả thuyết, ghi lại những điều có trong Phúc âm Mátthêu mà không có trong Phúc âm Mác và Phúc âm Lu-ca. Trong suốt thế kỷ 20, có nhiều lời phê bình lẫn bổ sung cho giả thuyết của Streeter. Chẳng hạn trong tác phẩm The Gospel Before Mark, xuất bản vào năm 1952, Pierson Parker cho rằng có một văn bản sớm của Phúc âm Mátthêu (proto-Matthew). Đây là nguồn tài liệu chính của Phúc âm Mátthêu, Phúc âm Máccô và tài liệu Q.
Nhiều học giả Kinh Thánh khác, như Herman N. Ridderbos, trong tác phẩm Matthew của ông, không công nhận Sứ đồ Mátthêu là tác giả của Phúc âm này. Ông liệt kê một số lý do như: văn bản viết bằng tiếng Hy Lạp chứ không phải tiếng Aramaic; Phúc âm này trích quá nhiều tài liệu từ Phúc âm Máccô, và thiếu những chi tiết thể hiện phẩm chất của một nhân chứng sống. Francis Write Beare tiếp nối ý kiến đó cho rằng: "Có nhiều chi tiết xác định rằng đây là sản phẩm của thế hệ Kitô hữu thứ hai hoặc thứ ba. Tên truyền thống Phúc âm Matthew được giữ lại cho tiện trong việc thảo luận mà thôi".

## Đặc trưng
- Phúc âm Mátthêu chứa đựng nhiều tư tưởng thần học hơn tính lịch sử.
- Phúc âm Mátthêu trưng dẫn Thánh kinh Cựu Ước nhiều hơn các Phúc âm khác.
- Nét đặc trưng của Phúc âm Mátthêu về Ki-tô học là hình ảnh Môi-sê mới trong Tân Ước, nghĩa là "Chúa Giê-xu là Đấng sáng lập Giao ước Mới, điều chỉnh và kiện toàn Luật cũ".
- Phúc âm Mátthêu cho biết thái độ căn bản của môn đệ Chúa Giê-xu là biết "nghe, hiểu và thực hành lời của ngài". Nếu trong Lu-ca, môn đệ Chúa là chứng nhân thì trong Phúc âm này môn đệ Chúa là thính giả.

## Khái quát

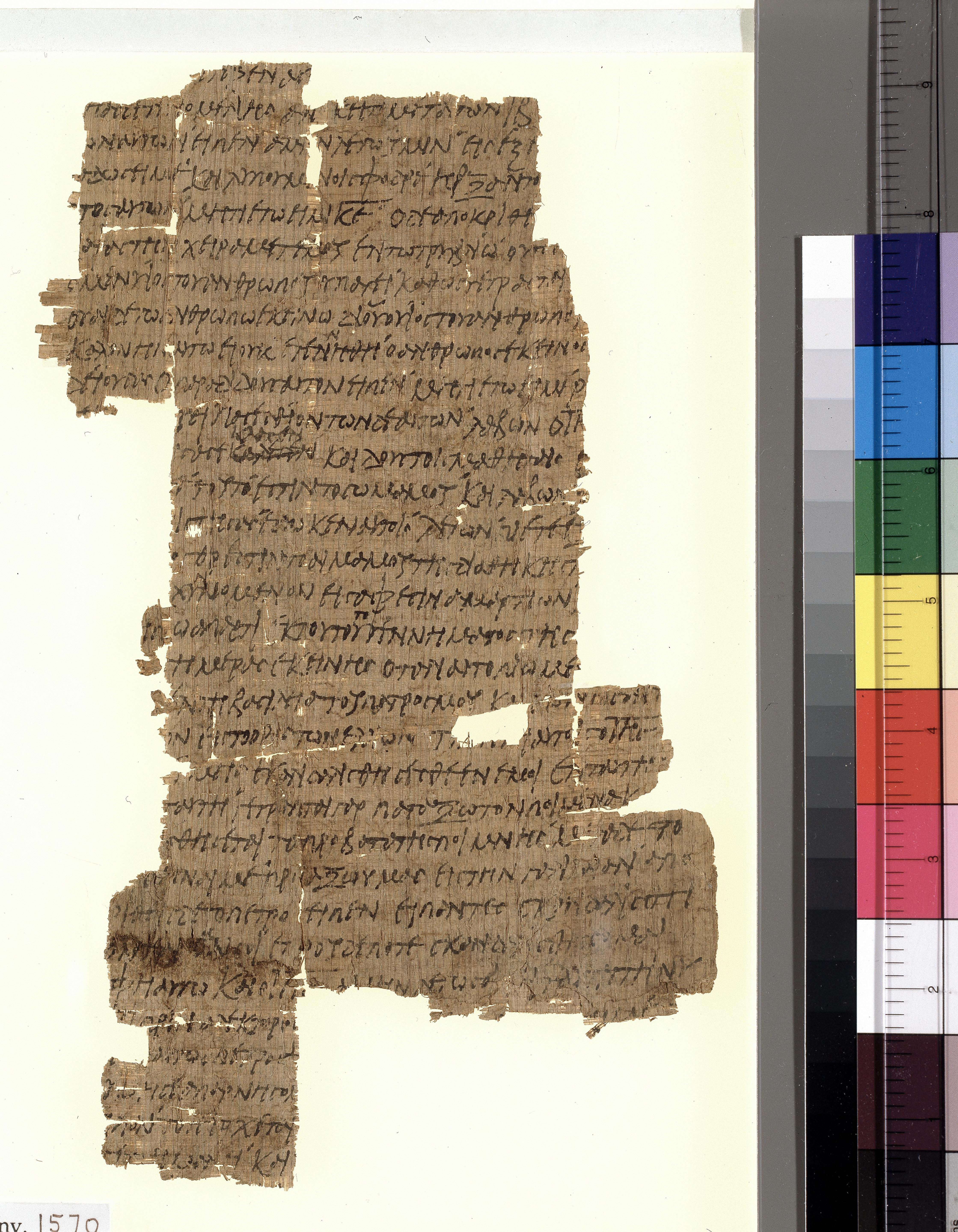
một giấy cói thế kỷ thứ 3, về đoạn 26 trong Mátthêu

Phúc âm Mátthêu được chia làm bốn phần khác nhau: Hai phần giới thiệu, phần chính và phần cuối. Phần đầu tường thuật về sự giáng sinh và thời thơ ấu của Chúa. Phần thứ hai giới thiệu Gioan Baotixita. Phần chính được chia làm năm phần nhỏ tường thuật hành trình của Chúa Giê-xu. Phần cuối viết về cuộc khổ nạn và phục sinh của Chúa Giê-xu.
1. Tường thuật về sự giáng sinh và thời thơ ấu của Chúa Giê-xu (Ch. 1-2).
2. Chức vụ và hoạt động của Gioan Baotixita chuẩn bị cho sự xuất hiện của Chúa Giê-xu (Ch. 3-4:11).
3. Chức vụ và hoạt động của Chúa Giê-xu tại vùng Galile (4:12–26:1).
  1. Bài giảng trên núi, dạy dỗ về vấn đề đạo đức (Ch. 5–7)
  2. Vấn đề truyền giáo, những điều Chúa Giê-xu dạy các Sứ đồ. (10–11:1)
  3. Những ẩn dụ, các câu chuyện giải thích về Nước Trời, các phép lạ (Ch. 13-17).
  4. Mệnh lệnh cho Hội Thánh, đề cập đến mối liên hệ giữa các Kitô hữu (18–19:1).
  5. Những lời tiên tri, viết về Giêsu tái lâm và Cuộc phán xét cuối cùng (24–25).
4. Sự chết và sự Phục sinh của Giê-xu và đại mệnh lệnh (28:16–20).

## Nội dung
Nội dung của Phúc âm Mátthêu theo trình tự như sau:
| - Gia phả của Giêsu (1:1–17) - Sự giáng sinh của Giêsu (1:18–25) - Cuộc viếng thăm của các nhà thông thái (2:1–12) - Trốn sang Ai Cập (2:13-23) - Vụ Herod Đại đế thảm sát trẻ em (2:16–18) - Gioan Baotixita (3:1–12, 11:2-19, 14:1–12) - Chúa Giêsu nhận lễ Thanh Tẩy (3:13–17) - Chúa Giêsu chịu cám dỗ (4:1–11) - Chức vụ tại Cabênaum (4:12–17) - Chúa Giêsu gọi Simon, Anrê, Giacôbê, Gioan (4:18–22) - Truyền giảng tại Galilee (4:23-25) - Bài giảng trên núi (5–7) - Những phép lạ (8:1-17) - Con người (8:18-20,16:21-26,17:22-23,20:18-19) - Hãy để kẻ chết chôn kẻ chết (8:21-22) - Giêsu dẹp yên một trận cuồng phong (8:23–27) - Trừ quỷ tại Gadarene (8:28–34) - Giêsu chữa một người bị bại liệt (9:1-8) - Giêsu gọi Mátthêu (9:9–13) - Rượu mới bình cũ (9:14–17) - Cứu sống con gái chủ nhà hội (9:18-26) - Chữa lành cho người mù và câm (9:27-34) - Mùa gặt thật trúng nhưng thợ gặt quá ít (9:35-38) - Mười hai Sứ đồ (10:1–11:1) - Mang hòa bình không mang gươm giáo (10:34–39) - Nguyền rủa các thành Chorazin, Bethsaida, Capernaum (11:20-24) - Ca ngợi Đức Chúa Cha (11:25-30) - Lượm lúa trong ngày Sa-bát (12:1–14) - Đầy tớ được chọn (12:15-21) - Chúa và ma quỷ (12:22–29,46-50) - Giảng dạy tại Ca-bê-na-um (12:30) - Tội lỗi không bao giờ được tha (12:31-32) - Cây và trái(12:33-37) - Ý nghĩa thần học của chuyện Giô-na (12:38–42; 16:1–4) - Người bị quỷ nhập (12:43-45) - Những ẩn dụ của Chúa Giê-xu: người gieo giống, cỏ dại, hạt cải, men, kho tàng chôn giấu, ngọc trai, lưới (13:1–52) - Bị quê hương chối từ (13:53–58) - Giêsu hóa bánh ra nhiều cho 5000 người (14:13–21) - Giêsu đi trên mặt nước (14:22–33) - Chữa lành bệnh tại Gê-nê-sa-rết (14:34-36) - Vấn đề tinh sạch (15:1–20) - Chữa lành cho con gái thiếu phụ Phê-nê-ci (15:21-28) - Giêsu hóa bánh ra nhiều cho 4000 người (15:32–39) | - Hãy đề phòng men (16:5-12) - Peter xưng nhận Chúa (16:13–20) - Sự tái lâm (16:27-28) - Chúa hóa hình (17:1–13) - Đuổi quỷ cho bé trai (17:14-20) - Giáo vụ cho thiếu nhi (18:1–7; 19:13–15) - Thái độ đối với sự cám dỗ (18:8-9) - Ẩn dụ Chiên lạc, Người đầy tớ không có lòng thương (18:10–35) - Vào Giu-đê (19:1-2) - Vấn đề ly dị (19:3–12) - Người giàu và sự cứu rỗi (19:16–27) - Mười hai ngôi phán xét (19:28-30) - Ẩn dụ về người làm công trong vườn nho (20:1–15) - Người đầu trở nên cuối và người cuối trở nên đầu (20:16) - Hành trình về Giê-ru-sa-lem (20:17) - Yêu cầu của Giăng và Gia-cơ (20:20–28) - Lễ lá (21:1–11) - Chúa và những người buôn bán trong đền thờ (21:12–17,23-27) - Cây vả (21:18–22) - Những ẩn dụ về Hai người con, Vườn nho, Tiệc Cưới (21:28–22:14) - Hãy trả cho Sê-sa những gì của Sê-sa (22:15–22) - Sự sống lại (22:23-33) - Vấn đề đạo đức (22:34–40) - Sự dạy dỗ về Đấng Cứu Thế (22:41-46) - Quở trách người Pha-ri-si (23:1-36) - Than khóc Giê-ru-sa-lem (23:37-39) - Ngày tận thế (24) - Ẩn dụ về Mười trinh nữ, Ta-lâng (25:1-30) - Chiên và dê - Ngày phán xét (25:31-46) - Judas Iscariot (26:1-5,14-16,27:3-10) - Chúa được xức dầu (26:6–13) - Tiệc Thánh (26:17–30) - Peter chối Chúa (26:31-35,69–75) - Chúa bị bắt (26:36–56) - Chúa bị lãnh đạo Do Thái xử (26:57–68) - Chúa bị Phi-lát xử (27:1–2,11-31) - Sự chết và sống lại của Chúa (27:32–56) - Giô-sép, người A-ri-ma-thê (27:57–61) - Mộ trống (27:62–28:15) - Chúa hiện ra sau khi phục sinh (28:9–10) - Đại mạng lệnh (28:16–20) |

## Trích đoạn
| “ | Anh em đừng xét đoán, để khỏi bị Thiên Chúa xét đoán, vì anh em xét đoán thế nào, thì anh em cũng sẽ bị Thiên Chúa xét đoán như vậy; và anh em đong đấu nào, thì Thiên Chúa cũng sẽ đong đấu ấy cho anh em. Sao anh thấy cái rác trong con mắt của người anh em, mà cái xà trong con mắt của mình thì lại không để ý tới? Sao anh lại nói với người anh em: "Hãy để tôi lấy cái rác ra khỏi mắt bạn", trong khi có cả một cái xà trong con mắt anh? Hỡi kẻ đạo đức giả! Lấy cái xà ra khỏi mắt anh trước đã, rồi anh sẽ thấy rõ, để lấy cái rác ra khỏi mắt người anh em. | ” |

| “ | Khi ấy, Chúa Giêsu nói với các môn đệ rằng: "Anh em đã nghe Luật dạy rằng: Hãy yêu đồng loại và hãy ghét kẻ thù. Còn Thầy, Thầy bảo anh em: hãy yêu kẻ thù và cầu nguyện cho những kẻ ngược đãi anh em. Như vậy, anh em mới được trở nên con cái của Cha anh em, Đấng ngự trên trời, vì Người cho mặt trời của Người mọc lên soi sáng kẻ xấu cũng như người tốt, và cho mưa xuống trên người công chính cũng như kẻ bất chính. Vì nếu anh em yêu thương kẻ yêu thương mình, thì anh em nào có công chi? Ngay cả những người thu thuế cũng chẳng làm như thế sao? Nếu anh em chỉ chào hỏi anh em mình thôi, thì anh em có làm gì lạ thường đâu? Ngay cả người ngoài cũng chẳng làm như thế sao? Vậy anh em hãy nên hoàn thiện, như Cha anh em trên trời là Đấng hoàn thiện." | ” |